# Полукружие (картина Делароша)
Полукружие (фр. Hémicycle) — одно из наиболее известных произведений французского художника Поля Делароша, над которым он работал в 1837—1841 годах.

## История и описание
Панорамная настенная картина маслом (27 х 4,5 м) (её часто неверно называют фреской) украшает амфитеатр актового зала парижской Высшей школы изящных искусств. В 1837 году Деларош получил заказ на картину от архитектора Феликса Дюбана, автора проекта нового здания Школы в стиле неоренессанса. Это произведение создано по примеру знаменитых композиций «Афинская школа» и «Парнас» Рафаэля Санти в Ватикане (1509—1511). Но непосредственным прототипом по идее и композиции является картина Ж. О. Д. Энгра «Апофеоз Гомера» (1826—1827).
На картине на фоне воображаемого античного храма собраны семьдесят пять выдающихся художников разных времён и народов, беседующих, собравшись в группы по обе стороны от центрального подиума с беломраморными ступенями, на вершине которого находятся три трона. На них восседают трое самых выдающихся (по канонам академизма) художников античности: архитектор и скульптор Фидий, архитектор Иктин и живописец Апеллес. Их фигуры, вероятно, призваны символизировать единство «трёх изящных искусств». Чтобы дополнить и разнообразить обширную композицию, художник представил муз, которые правят искусствами, опираясь на балюстраду ступеней, в виде обнажённых и задрапированных идеализированных женских фигур. По мнению искусствоведа Н. Н. Калитиной, «столь претенциозное произведение хорошо сочетается с архитектурой неоренессанса и назначением актового зала художественной школы».
Деларош закончил работу над «Полукружием» в 1841 году. Картина была значительно повреждена пожаром 1855 года. Деларош намеревался восстановить работу, но умер 4 ноября 1856 года. Реставрацию завершил его ученик Тони (Антуан) Робер-Флёри.
Произведение Делароша имело огромный успех и породило множество подражаний в неогреческом стиле. Похожее произведение, также по образцу «Афинской школы», создал В. фон Каульбах: фреска «Эпоха Возрождения» (1867) в Новом музее Берлина (здание разрушено в 1945 году; сохранилась гравюра).
С осени 2013 года проводились работы по реставрации «Полукружия». Они финансировались американским модельером Ральфом Лореном.
Существует также копия работы Делароша, созданная его учеником Шарлем Беранже и ныне хранящаяся в Художественном музей Уолтерса в Балтиморе, штат Мэриленд, США.